# Hunter Harvey
Hunter Luke Harvey (Catawba, Carolina del Norte, 9 de diciembre de 1994), más conocido como Hunter Harvey, es un jugador profesional estadounidense de béisbol que se desempeña en la posición de lanzador en Kansas City Royals, equipo de las Grandes Ligas de Béisbol (MLB).

## Carrera
Harvey hizo su debut en la MLB con el equipo Baltimore Orioles, en el cual jugó tres temporadas (2019-2021), después pasó a Washington Nationals (2022-2024), posteriormente a Kansas City Royals, donde lleva jugando una temporada.